# Beatyfikowani i kanonizowani przez Jana XXIII
Beatyfikowani i kanonizowani przez Jan XXIII – święci i błogosławieni wyniesieni na ołtarze w czasie pontyfikatu Jana XXIII.
Papież Jan XXIII w okresie od 1959 do 1963 roku kanonizował 10 i beatyfikował 5 świeckich i duchownych.
Poniższe tabele przedstawią listę osób beatyfikowanych/kanonizowanych przez Jana XXIII w poszczególnych latach pontyfikatu.

## I rok pontyfikatu
| Wyniesieni na ołtarze       | Data beatyfikacji                        | Data kanonizacji                           |
| --------------------------- | ---------------------------------------- | ------------------------------------------ |
| Karol z Sezze               | 22 stycznia 1882(dts) (przez Leona XIII) | 12 kwietnia 1959(dts)                      |
| Joachima De Vedruna         | 19 maja 1940(dts) (przez Piusa XII)      | 12 kwietnia 1959(dts)                      |
| Helena Guerra               | 26 kwietnia 1959(dts)                    | —                                          |
| Maria Małgorzata d'Youville | 3 maja 1959(dts)                         | 9 września 1990(dts) (przez Jana Pawła II) |

## II rok pontyfikatu
| Wyniesieni na ołtarze | Data beatyfikacji                        | Data kanonizacji     |
| --------------------- | ---------------------------------------- | -------------------- |
| Grzegorz Barbarigo    | 16 lipca 1761(dts) (przez Klemensa XIII) | 26 maja 1960(dts)    |
| Juan de Ribera        | 18 września 1796(dts) (przez Piusa VI)   | 12 czerwca 1960(dts) |

## III rok pontyfikatu
| Wyniesieni na ołtarze    | Data beatyfikacji                  | Data kanonizacji  |
| ------------------------ | ---------------------------------- | ----------------- |
| Maria Bertilla Boscardin | 8 maja 1952(dts) (przez Piusa XII) | 11 maja 1961(dts) |

## IV rok pontyfikatu
| Wyniesieni na ołtarze | Data beatyfikacji                           | Data kanonizacji |
| --------------------- | ------------------------------------------- | ---------------- |
| Innocenty z Berzo     | 12 listopada 1961(dts)                      | —                |
| Marcin de Porrès      | 29 września 1837(dts) (przez Grzegorza XVI) | 6 maja 1962(dts) |

## V rok pontyfikatu
| Wyniesieni na ołtarze         | Data beatyfikacji                       | Data kanonizacji                       |
| ----------------------------- | --------------------------------------- | -------------------------------------- |
| Piotr Julian Eymard           | 12 czerwca 1925(dts) (przez Piusa XI)   | 9 grudnia 1962(dts)                    |
| Antonio Maria Pucci           | 12 czerwca 1952(dts) (przez Piusa XII)  | 9 grudnia 1962(dts)                    |
| Franciszek Maria z Camporosso | 30 czerwca 1929(dts) (przez Piusa XI)   | 9 grudnia 1962(dts)                    |
| Wincenty Pallotti             | 22 stycznia 1950(dts) (przez Piusa XII) | 20 stycznia 1963(dts)                  |
| Elżbieta Seton                | 17 marca 1963(dts)                      | 14 września 1975(dts) (przez Pawła VI) |
| Alojzy Maria Palazzolo        | 19 marca 1963(dts)                      | 15 maja 2022(dts) (przez Franciszka)   |